# Nube di Smith
La Nube di Smith è una nube interstellare di idrogeno ad alta velocità con una massa pari a circa un milione di M☉, con una lunghezza di 11.000 anni luce ed una larghezza di 2.300 anni luce. La nube è posta fra i 9.800 pc (32.000 al) e i 15.100 pc (49.000 al) dalla Terra e possiede un diametro angolare di circa 10-12 gradi, approssimativamente come le dimensioni apparenti della costellazione di Orione, circa 20 volte il diametro della Luna piena, sebbene la nube non sia visibile ad occhio nudo. La Nube di Smith si trova in direzione della costellazione dell'Aquila, alle coordinate galattiche di ar (l)=40 e dec (b)=-1.
Nel gennaio 2008 fu annunciato che la direzione apparente della nube punta verso il disco della Via Lattea ad una velocità di 240 km/s; la Nube di Smith si fonderà dunque con la Via Lattea entro 20-40 milioni di anni in un punto del Braccio di Perseo, distante, se ci si pone idealmente nel centro galattico, circa 90° dalla posizione del Sistema solare. Gli astronomi credono che colpirà il disco galattico con un'angolazione di 45° ed il suo impatto probabilmente scatenerà un violento fenomeno di formazione stellare nel Braccio di Perseo. La nube fu scoperta nel 1963 da Gail P. Smith, allora studentessa di Astronomia americana presso l'Università di Leida nei Paesi Bassi.
I segni dello scontro sono già evidenti. La nube è allungata perché è come se stesse "arando" i gas più esterni della Via Lattea. La forza di gravità della nostra galassia, inoltre, sta agendo in modo tale che presto la nube si spaccherà in due o più parti. La Nube di Smith, insomma, si scontrerà con la nostra galassia a più riprese.
Analizzando la traiettoria a ritroso nel tempo della nube, si è stimato che fosse passata attraverso il disco della Via Lattea circa 70 milioni di anni fa. Per questo sopravvissuto incontro, si è pensato che la nube fosse inserita all'interno di un enorme alone di materia oscura, e che la sua massa di polveri fosse molto di più, di quanto si pensasse, tanto che oggi la si definisce anche con il termine di galassia oscura.